# Saint-Sauves-d'Auvergne
Saint-Sauves-d'Auvergne is een gemeente in het Franse departement Puy-de-Dôme (regio Auvergne-Rhône-Alpes). De plaats maakt deel uit van het arrondissement Issoire. Saint-Sauves-d'Auvergne telde op 1 januari 2022 1.128 inwoners.

## Geografie
De oppervlakte van Saint-Sauves-d'Auvergne bedroeg op 1 januari 2022 49,86 vierkante kilometer; de bevolkingsdichtheid was toen 22,6 inwoners per km².

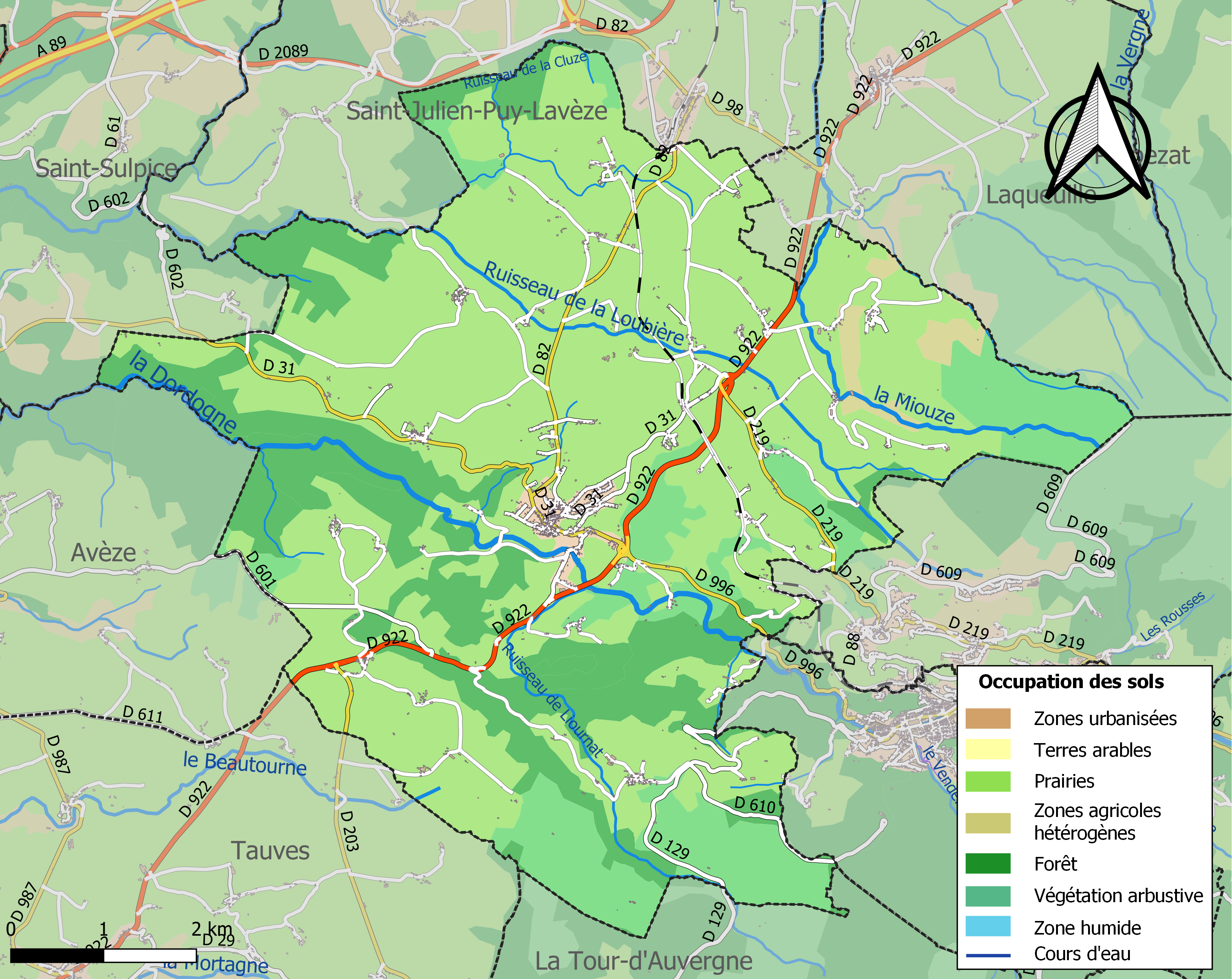
Kaart van de gemeente met belangrijkste infrastructuur, bodemgebruik en omliggende gemeenten

## Demografie
Onderstaande figuur toont het verloop van het inwonertal (bron: INSEE-tellingen).